# Historia del pueblo mapuche
La historia del pueblo mapuche del sur de Chile y Argentina se remonta como cultura arqueológica al 600-500 a. C. La sociedad mapuche tuvo grandes transformaciones luego del contacto con los españoles a mediados del siglo XVI. Estos cambios incluyeron la adopción de cultivos y animales del Viejo Mundo y el inicio de un rico comercio hispano-mapuche en La Frontera y Valdivia. A pesar de estos contactos, los mapuches nunca fueron completamente subyugados por el imperio español. Entre los siglos XVIII y XIX, la cultura y el pueblo mapuche se extendieron al este hacia las llanuras de la pampa y la Patagonia. Este vasto nuevo territorio permitió a los grupos mapuche controlar una parte sustancial del comercio de sal y ganado en el Cono Sur.
Entre 1861 y 1883, la República de Chile realizó una serie de campañas que acabaron con la gobernanza autónoma mapuche, integrando territorios al sur del Biobío al territorio controlado por el Estado. Se fundan escuelas, ciudades y se incorpora a los habitantes en el sistema legal. Además en los combates con quienes se opusieron a la ocupación se produjo la muerte de miles, además de saqueos y hambrunas, como también la irrupción de epidemias de viruela. Argentina llevó a cabo la conquista del Desierto en el lado oriental de los Andes en la década de 1870. En gran parte de las tierras mapuche la economía tradicional colapsó obligando a miles a trasladarse a las grandes ciudades y vivir en condiciones de pobreza como empleadas domésticas, vendedores ambulantes o jornaleros.
Desde finales del siglo XX en adelante, el pueblo mapuche se ha mostrado cada vez más activo en conflictos por sus derechos territoriales e indígenas.

## Período precolombino

### Orígenes
Los hallazgos arqueológicos han demostrado la existencia de una cultura mapuche en Chile desde el 600 al 500 a. C. Genéticamente los mapuches se diferencian de los pueblos indígenas adyacentes de la Patagonia. Esto se interpreta como una sugerencia de «un origen diferente o una separación duradera de las poblaciones mapuche y patagónica». Un estudio de 1996 que comparó la genética de los grupos indígenas en Argentina no encontró un vínculo significativo entre los mapuches y otros grupos. Un estudio de 2019 sobre la genética del antígeno leucocitario humano de los mapuches de Cañete encontró afinidades con una variedad de grupos indígenas de América del Norte y del Sur. Cabe destacar que el estudio también encontró afinidades con los aleutas, esquimales, isleños del Pacífico, ainu de Japón, negidal de Siberia Oriental y rapanui de Isla de Pascua.
No existe consenso sobre la filiación lingüística de la lengua mapuche, el mapudungun. A principios de la década de 1970, se sugirieron afinidades lingüísticas significativas entre las lenguas mapuche y las lenguas mayenses. La lingüista Mary Ritchie Key afirmó en 1978 que las lenguas araucanas estaban genéticamente vinculadas a las lenguas pano-tacanas, las lenguas chon y las lenguas kawéskar. Croese (1989, 1991) ha propuesto la hipótesis de que el mapudungun está relacionado con las lenguas arahuacas.
En 1954, Grete Mostny postuló la idea de un vínculo entre los mapuches y la cultura arqueológica de El Molle en los valles transversales del Norte Chico. Las comunidades mapuche en las tierras diaguitas del sur, es decir, Petorca, La Ligua, Combarbalá y Choapa, pueden tener sus raíces en la época prehispánica al menos varios siglos antes de la llegada de los españoles. La toponimia mapuche también se encuentra en toda la zona. Si bien hubo una inmigración de mapuches a las tierras del sur de los diaguitas en la época colonial, la cultura mapuche se considera más antigua que esta.
Con base en el análisis de ADN de varios grupos indígenas de América del Sur se piensa que los mapuches son al menos en parte descendientes de pueblos de la cuenca del Amazonas que migraron a Chile a través de dos rutas; uno por la sierra central andina y otro por las tierras bajas orientales de Bolivia y el noroeste argentino.
Una hipótesis planteada por Ricardo E. Latcham, y posteriormente ampliada por Francisco Antonio Encina, teoriza que los mapuches emigraron al Chile actual desde las Pampas al este de los Andes. La hipótesis sostiene además que antes de los mapuches existía una cultura Chincha-Diaguita, que fue dividida geográficamente a la mitad por los mapuches que penetraban desde los pasos de montaña alrededor de la cabecera del río Cautín. Aunque la hipótesis de Latcham es consistente con las características lingüísticas, es rechazada por los estudiosos modernos debido a la falta de evidencia concluyente y la posibilidad de hipótesis alternativas.
Tomás Guevara ha postulado otra hipótesis no probada afirmando que los primeros mapuches habitaban en la costa debido a los abundantes recursos marinos y solo más tarde se trasladaron tierra adentro siguiendo los grandes ríos. Guevara agrega que los mapuches serían descendientes de los changos del norte, un pueblo costero poco conocido, que se trasladó hacia el sur. Esta hipótesis está respaldada por una tenue evidencia lingüística que vincula un idioma de los changos del siglo XIX (llamado chilueño o arauco) con el mapudungun.
Según una teoría del historiador Roberto E. Porcel, los mapuches eran descendientes de un grupo de aymaras que emigraron al sur como consecuencia de un conflicto entre Antisuyo y Contisuyo.

### Influencia de Tiwanako y Puquina
Se ha conjeturado que el colapso del imperio Tiwanako alrededor del año 1000 EC provocó una ola migratoria hacia el sur que condujo a una serie de cambios en la sociedad mapuche en Chile. Esto explica cómo la lengua mapuche obtuvo muchos préstamos de la lengua puquina incluyendo antu (sol), calcu (brujo), cuyen (luna), chadi (sal) y ñuque (mamá). Tom Dillehay y sus colaboradores sugieren que el declive de Tiwanaku habría llevado a la expansión de técnicas agrícolas a tierras mapuche en el centro-sur de Chile . Estas técnicas incluyen los campos elevados del lago Budi y los campos canalizados que se encuentran en Lumaco.
Un vínculo cultural de este tipo puede ayudar a explicar los paralelismos en cosmologías mitológicas entre los mapuches y los pueblos de los Andes centrales.

### Posible contacto polinesio

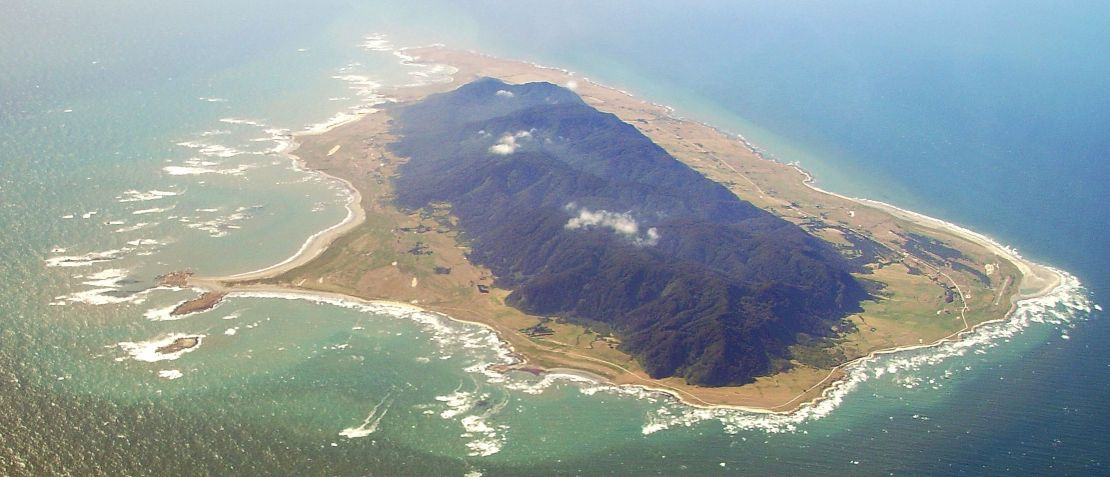
Isla Mocha frente a la costa de la península de Arauco

En 2007, parecía haberse encontrado evidencia que sugería un contacto precolombino entre los polinesios del Pacífico occidental y el pueblo mapuche. Los huesos de pollo encontrados en el sitio de El Arenal en la península de Arauco, un área habitada por mapuche, apoyan una introducción precolombina del pollo a América del Sur. Los huesos encontrados en Chile fueron datados por carbono entre 1304 y 1424, antes de la llegada de los españoles. Las secuencias de ADN de pollo tomadas se compararon con las de los pollos en las actuales Samoa Americana y Tonga; no coincidían con el ADN de los pollos europeos. Sin embargo, un informe posterior en la misma revista, que evaluó el mismo ADNmt, no respaldó la introducción polinesia de pollos en América del Sur.
En diciembre de 2007, varios cráneos humanos con rasgos polinesios, como una forma pentagonal visto desde atrás, fueron encontrados en un estante de un museo en Concepción. Estos cráneos resultaron provenir de personas de isla Mocha, una isla frente a la costa de Chile en el Océano Pacífico, hoy habitada por mapuche. La profesora Lisa Matisoo-Smith de la Universidad de Otago y José Miguel Ramírez Aliaga de la Universidad de Valparaíso esperan llegar pronto a un acuerdo con los habitantes de la isla Mocha para iniciar una excavación en busca de restos polinesios en la isla.

### Expansión mapuche al Archipiélago de Chiloé

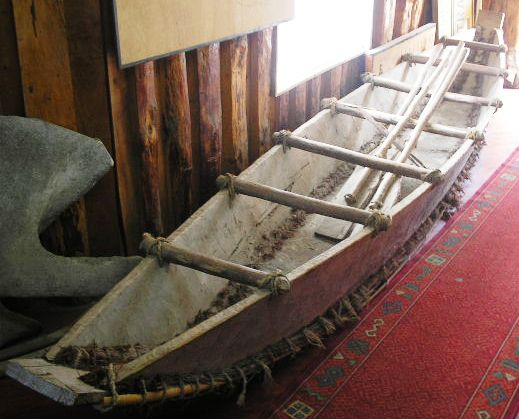
Reconstrucción de una dalca en el museo de Dalcahue. Este rey de los barcos fue utilizado tanto por chonos como por los mapuches de Chiloé (cunco, huilliche, veliche). Los mapuches más septentrionales usaban embarcaciones más simples llamadas wampo.

Una teoría postulada por el cronista José Pérez García sostiene que los cunco se asentaron en la isla de Chiloé en la época prehispánica como consecuencia de un empujón de los huilliche más septentrionales que a su vez estaban siendo desplazados por los mapuche.
La evidencia de un pasado chono de las tierras mapuches más al sur de Chiloé y el continente cercano son varios topónimos con etimologías chono a pesar de que la principal lengua indígena del archipiélago a la llegada del español es el veliche (mapuche). Esto concuerda con las nociones del etnólogo Ricardo E. Latcham, quien considera que los chonos, junto con otros nómadas marineros, pueden ser restos de grupos indígenas más extendidos que fueron empujados hacia el sur por sucesivas invasiones de tribus más septentrionales.
Los payos, un grupo indígena en el sur de Chiloé encontrado por los españoles, pueden haber sido chonos en camino a aculturarse en mapuche.

### Expansión e influencia inca
Las tropas del imperio incaico llegaron hasta el río Maule y allí tuvieron una batalla con los mapuches del Maule e Itata. La mayoría de los estudiosos modernos creen que la frontera sur del imperio incaico está situada entre Santiago y el río Maipo o en algún lugar entre Santiago y el río Maule. Los cronistas españoles Miguel de Olavarría y Diego de Rosales afirmaron que la frontera inca se extendía mucho más al sur en el río Bíobío. Mientras que el historiador José Bengoa concluye que las tropas incas aparentemente nunca cruzaron el río Bíobío, el cronista Diego de Rosales relata que los incas cruzaron el río hacia el sur hasta La Imperial y regresaron al norte por Tucapel a lo largo de la costa.
Los principales asentamientos del Imperio Inca en Chile se encuentran a lo largo del río Aconcagua, el río Mapocho y el río Maipo. Quillota en el valle de Aconcagua fue probablemente su asentamiento más importante. Como resultado del dominio inca, hubo cierto bilingüismo mapudungun-quechua entre los mapuches del valle de Aconcagua. Salas argumenta que mapuche, quechua y español coexistieron con un bilingüismo significativo en los ríos de Chile Central (entre Mapocho y Bíobío) durante el siglo XVII.

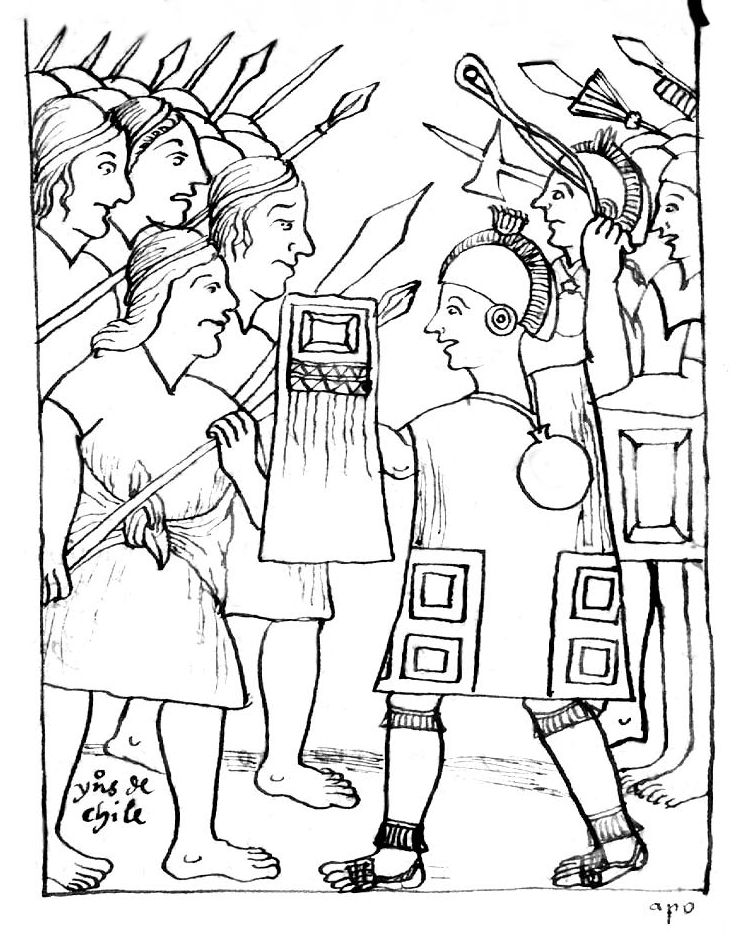
Imagen de Felipe Guaman Poma de Ayala del enfrentamiento entre los mapuches (izquierda) y el imperio incaico (derecha)

Como parece ser el caso en las otras fronteras del imperio incaico, la frontera sur estaba compuesta por varias zonas: primero, una zona interior, totalmente incorporada con mitimaes protegidos por una línea de pucarás (fortalezas) y luego una zona exterior con pucarás incas esparcidos entre tribus aliadas. Esta zona exterior, según el historiador José Bengoa, se habría ubicado entre los ríos Maipo y Maule.
Tom Dillehay y Américo Gordon creen que los yanaconas incas extrajeron oro al sur de la frontera inca en territorio mapuche libre. Siguiendo este pensamiento, el motivo principal de la expansión incaica en territorio mapuche habría sido el acceso a las minas de oro. Los mismos arqueólogos también afirman que toda la cerámica mapuche temprana en Valdivia es de diseño incaica. La influencia inca también se puede evidenciar en el extremo sur de la provincia de Osorno (latitud 40-41 °S) en forma de topónimos quechua y quechua-aimara. Alternativamente estos topónimos se originaron en la época colonial a partir de la población del sistema de fuertes valdivianos que sirvió como colonia penal vinculada al puerto peruano de El Callao.
Brazaletes de oro y plata y una especie de coronas eran artículos utilizados por los mapuches en Concepción en el momento de la llegada de los españoles, como señaló Jerónimo de Vivar. Esto se interpreta como regalos incas, botín de guerra de los incas derrotados o adopción de la metalurgia inca.
A través de su contacto con los invasores incas, los mapuches habrían conocido por primera vez a personas con organización a nivel estatal. Su contacto con los incas les dio una conciencia colectiva que los distinguía de los invasores y los unía en unidades geopolíticas sueltas a pesar de su falta de organización estatal.

## Sociedad mapuche a la llegada de los españoles

### Demografía y tipos de asentamientos
Al momento de la llegada de los primeros españoles a Chile, la mayor concentración de población indígena se encontraba en la zona que va desde el río Itata hasta el archipiélago de Chiloé, en lo que es el corazón territorial mapuche. La población mapuche entre el río Itata y el seno de Reloncaví (sin incluir el archipiélago de Chiloé) ha sido estimada en 705.000–900.000 a mediados del siglo XVI por el historiador José Bengoa.
Los mapuches vivían en caseríos dispersos, principalmente a lo largo de los grandes ríos del sur de Chile. Todos los principales centros de población se encuentran en la confluencia de ríos. Los mapuches prefirieron construir sus casas en terrenos montañosos o cerros aislados en lugar de llanuras y terrazas.

### Mitología y religión

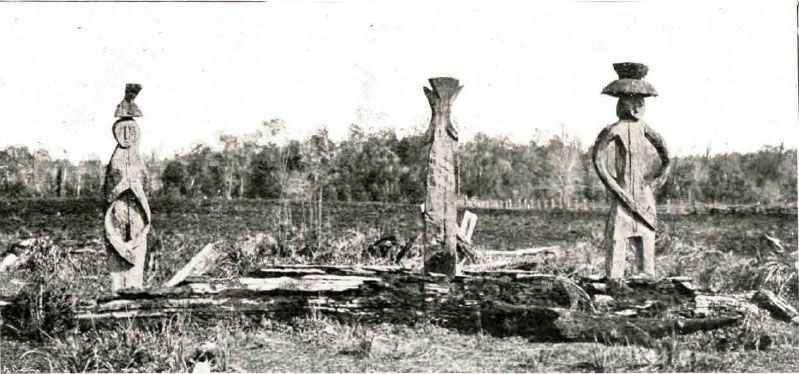
Cementerio mapuche

La machi (chamán), papel que suelen desempeñar las mujeres mayores, es una parte sumamente importante de la cultura mapuche. La machi realiza ceremonias para protegerse del mal, para la lluvia, para la cura de enfermedades, y tiene un amplio conocimiento de las hierbas medicinales, adquirido durante un arduo aprendizaje. Los chilenos de todos los orígenes y clases hacen uso de las muchas hierbas tradicionales conocidas por los mapuches. La principal ceremonia de curación realizada por la machi se llama machitún.

### Organización social
La política, la economía y la religión de los mapuches anteriores y del contacto temprano se basaron en los linajes de las comunidades locales llamadas lov . Este tipo de organización se replicó en el rehue más grande que abarcaba varios lov. La política de cada linaje no era igualmente agresiva o sumisa, sino diferente de un caso a otro.  Los linajes eran patrilineales y patrilocales . La poligamia era común entre los mapuches y, junto con la costumbre de la exogamia femenina, José Bengoa le ha atribuido el mérito de unir a los mapuches en un solo pueblo.
Los primeros mapuches tenían dos tipos de líderes, laicos y religiosos. Los religiosos eran machi, hechicero y el boquivoye. Los seculares fueron los reche , ülmen y gentyoke . Más tarde, los líderes seculares fueron conocidos como lonko, toki, ülmen y weupin.

### Economía
En el centro-sur de Chile, la mayoría de los grupos mapuche practicaban la agricultura de claros entre los bosques. Existían otros tipos de agricultura; mientras que algunos mapuches y huilliches practicaban una agricultura de roza y quema, se sabe que los mapuches desarrollaron una agricultura más intensiva en mano de obra alrededor del lago Budi (campos elevados) y los valles de Lumaco y Purén (campos canalizados). La papa era el alimento básico de la mayoría de los mapuches, especialmente en los territorios del sur y la costa donde el maíz no alcanzaba la madurez. La mayor parte de la población mapuche trabajaba en la agricultura. Los mapuches también cultivaron quinua, pero no se sabe si la variedad se originó en el centro de Chile o en los Andes centrales.
Además, la economía mapuche y huilliche se complementó con la cría de gallina mapuche y chilihueque y la recolección de piñones de Araucaria araucana y avellanas. La costa sur era particularmente rica en moluscos, algas, crustáceos y peces, y se sabía que los mapuches eran buenos pescadores. La caza también era una actividad común entre los mapuches. Los bosques proporcionaban leña, fibra y permitían la producción de tablones de madera.
El territorio mapuche contaba con un eficaz sistema de carreteras antes de la llegada de los españoles, como lo demuestran los rápidos avances de los conquistadores españoles.

### Tecnología

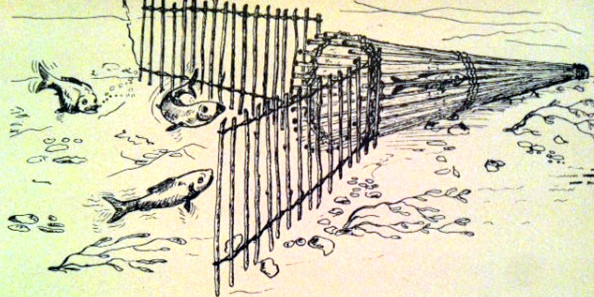
El llolle de la foto es una trampa para peces tradicional mapuche.

Se sabe que las herramientas eran relativamente simples, la mayoría de ellas estaban hechas de madera, piedra o, más raramente, de cobre o bronce. Los mapuches utilizaban una gran variedad de herramientas hechas de piedras agujereadas. La escoria volcánica, común en el sur de Chile, se usaba preferentemente para hacer herramientas, posiblemente porque es fácil de moldear. Los mapuches utiliza tanto individual palos de excavación y arados grandes y pesados en forma de tridente que requerían que muchos hombres los usaran en la agricultura. Otra herramienta utilizada en la agricultura eran las mazas utilizadas para destruir terrones y aplanar el suelo.
Las canoas mapuches o wampos estaban hechas de troncos huecos. En el Archipiélago de Chiloé era común otro tipo de embarcación: la dalca, fabricadas de tablones y que se usaban principalmente para la navegación marina, mientras que los wampos se usaban para navegar por ríos y lagos. No se sabe qué tipo de remos presumiblemente usaban los primeros mapuches.
Hay varios reportes en el siglo XVI de mapuches usando adornos de oro. Esta tradición puede no estar relacionada con la influencia inca ya que la palabra mapudungun milla no está relacionada con las de las lenguas andinas. El oro fue el metal más importante en la cultura mapuche prehispánica.

## Período hispano temprano (1536-1598)

### Primeros contactos (1536-1550)

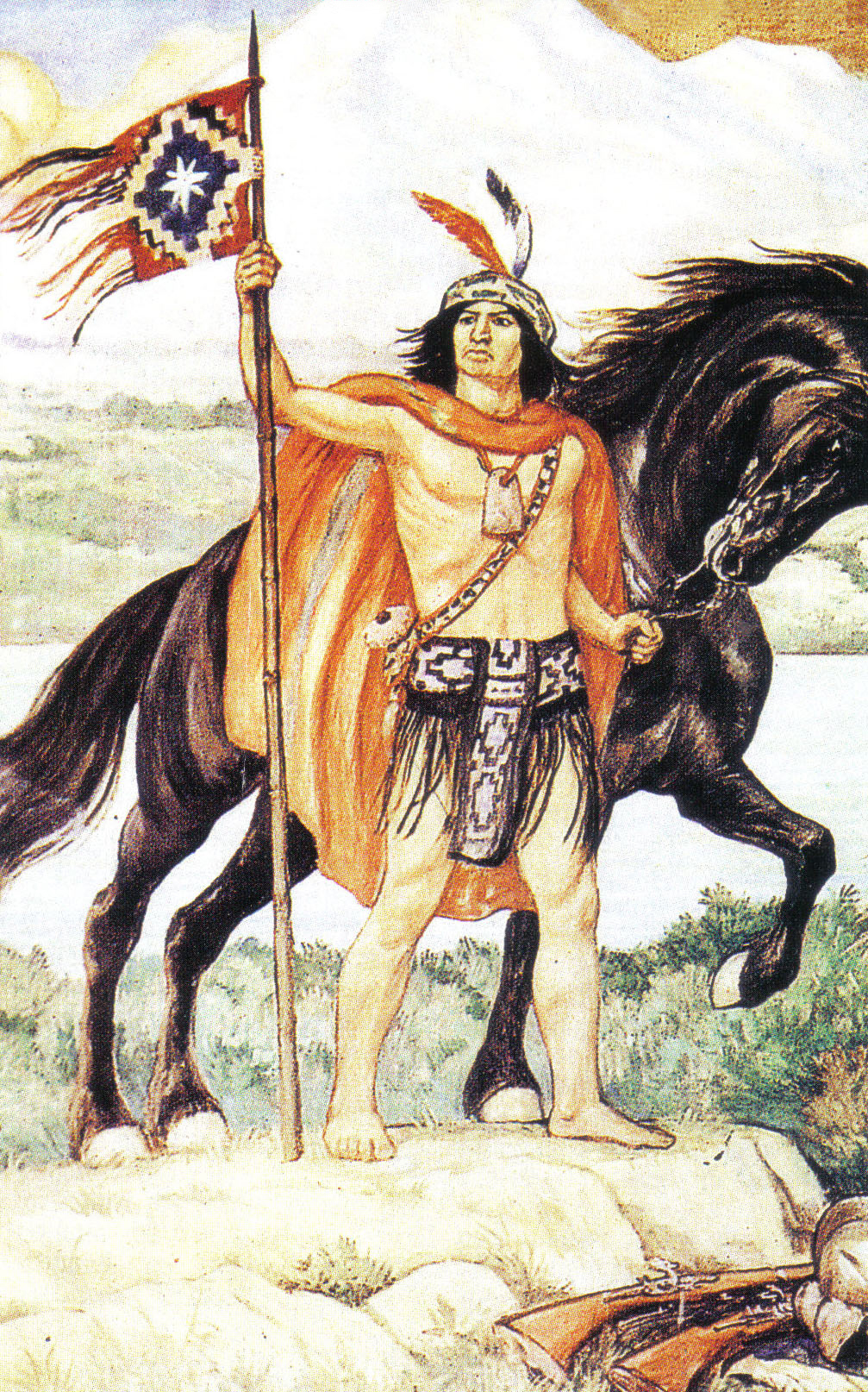
Toqui Lautaro, uno de los primeros líderes militares mapuches. Pintura de Pedro Subercaseaux.

La expansión española en Chile fue una ramificación de la conquista de Perú. Diego de Almagro reunió una gran expedición de unos 500 españoles y miles de yanaconas y llegó al valle de Aconcagua en 1536. Desde allí envió a Gómez de Alvarado al sur a cargo de una tropa de exploración. Alvarado llegó al río Itata donde participó en la batalla de Reinohuelén con los mapuches locales. Alvarado luego regresó al norte y la expedición de Diego de Almagro regresó al Perú ya que no habían encontrado las riquezas que esperaban.
Otro conquistador, Pedro de Valdivia, llegó a Chile desde Cuzco en 1541 y fundó Santiago ese año. En 1544 el capitán Juan Bautista Pastene exploró la costa de Chile hasta la latitud 41° S. Los mapuches del norte, más conocidos como promaucaes o picunches, intentaron resistir sin éxito a la conquista española. Los grupos mapuches del norte parecen haber respondido a la conquista española abandonando sus mejores tierras agrícolas y mudándose a localidades remotas lejos de los españoles. En este contexto, una de las razones que tuvieron los españoles para establecer la ciudad de La Serena en 1544 fue controlar a los grupos mapuche que habían comenzado a migrar hacia el norte tras la fundación de Santiago. Los españoles entendieron este abandono como un intento de que abandonaran Chile de la misma manera que lo hizo Diego de Almagro en su fallida expedición de 1535-1537. Según el cronista Francisco de Riberos, los mapuches del norte suspendieron el cultivo durante más de cinco años. El jesuita del siglo XVII Diego de Rosales escribió que se trataba de una estrategia coordinada que fue decidida por una gran asamblea de muchas tribus. Los españoles sufrieron la falta de suministros, pero en última instancia, esta estrategia no tuvo éxito en obligar a los conquistadores españoles a salir del centro de Chile.

### Guerra con los españoles (1550-1598)
En 1550 Pedro de Valdivia, que pretendía controlar todo Chile hasta el Estrecho de Magallanes, por lo que viajó hacia el sur para conquistar territorio mapuche. Entre 1550 y 1553 los españoles fundaron varias ciudades en tierras mapuche incluyendo Concepción, Valdivia, Imperial, Villarrica y Angol. Los españoles también establecieron los fuertes de Arauco, Purén y Tucapel. Las áreas clave de conflicto que los españoles intentaron asegurar al sur del río Biobío fueron los valles alrededor de la cordillera de Nahuelbuta. Los planes españoles para esta región eran explotar los placeres de oro utilizando mano de obra mapuche no remunerada de los valles densamente poblados.
Tras estas conquistas iniciales, se desató la guerra de Arauco, un extenso período de guerra intermitente entre mapuches y españoles. Un factor que contribuyó fue la falta de una tradición de trabajo forzado como la mita andina entre los mapuches, quienes en gran medida se negaron a servir a los españoles. Por otro lado, los españoles, en particular los castellanos y extremeños, provenían de una sociedad extremadamente violenta. Desde la llegada de los españoles a la Araucanía en 1550, los mapuches sitiaron con frecuencia las ciudades españolas en el período 1550-1598. La guerra fue principalmente un conflicto de baja intensidad.
Los mapuches, liderados por Caupolicán y Lautaro, lograron matar a Pedro de Valdivia en la batalla de Tucapel en 1553. El brote de una plaga de tifus, una sequía y una hambruna impidieron que los mapuches tomaran nuevas medidas para expulsar a los españoles en 1554 y 1555. Entre 1556 y 1557 un pequeño grupo de mapuches comandados por Lautaro intentó llegar a Santiago para liberar a todo Chile Central del dominio español. Los intentos de Lautaro terminaron en 1557 cuando los españoles lo mataron en una emboscada.
Los españoles se reagruparon bajo el gobierno de García Hurtado de Mendoza (1558-1561) y lograron matar a Caupolicán y a Galvarino, dos líderes mapuche clave. Además durante el gobierno de García Hurtado de Mendoza los españoles restablecieron Concepción y Angol que habían sido destruidas por los mapuches y fundaron dos nuevas ciudades en territorio mapuche: Osorno y Cañete. En 1567 los españoles conquistaron el archipiélago de Chiloé que estaba habitado por los huilliches.
En la década de 1570, Pedro de Villagra masacró y sometió a los mapuches rebeldes en los alrededores de la ciudad de La Imperial. La guerra en la Araucanía se intensificó en la década de 1590. Con el tiempo, los mapuches de Purén y en menor medida también Tucapel se ganaron una reputación de fiereza entre mapuches y españoles por igual. Esto permitió a los mapuches de Purén unir a otros mapuches en la guerra con los españoles.

### Adaptaciones a la guerra
En las primeras batallas con los españoles, los mapuches tuvieron poco éxito, pero con el tiempo los mapuches de Arauco y Tucapel se adaptaron usando caballos y acumulando las grandes cantidades de tropas necesarias para derrotar a los españoles. Los mapuches aprendieron de los españoles a construir fuertes en los cerros; también comenzaron a cavar trampas para los caballos españoles, usando cascos y escudos de madera contra los arcabuces. La guerra mapuche evolucionó hacia tácticas de guerrilla, incluido el uso de emboscadas. El asesinato de Pedro de Valdivia en 1553 marcó una ruptura con la anterior tradición de guerra ritualizada de los mapuches. La organización mapuche cambió en respuesta a la guerra y el aillarehue, una nueva unidad política a gran escala que consta de varios rehue, apareció a fines del siglo XVI. Esta ampliación de la organización política continuó hasta principios del siglo XVII cuando surgieron los butalmapu, cada una de estas unidades compuesta por varios aillarehues. A nivel práctico esto significó que los mapuches lograron un "nivel supralocal de solidaridad militar" sin tener una organización estatal. A fines del siglo XVI, un puñado de poderosos señores de la guerra mapuche había surgido cerca de La Frontera.

### Cambios en los patrones demográficos
La población mapuche disminuyó tras el contacto con los invasores españoles. Las epidemias diezmaron gran parte de la población al igual que la guerra. Otros murieron en las minas de oro españolas. A partir de la evidencia arqueológica se ha sugerido que los mapuches de Purén y el valle de Lumaco abandonaron el patrón de población muy dispersa para formar pueblos más densos como respuesta a la guerra con los españoles. La disminución de la población significó que a medida que disminuía la agricultura, muchos campos abiertos en el sur de Chile se fueron cubriendo de bosques.
Para la década de 1630, los españoles de La Serena notaron que los picunches del corregimiento de Santiago, probablemente del valle de Aconcagua, habían migrado hacia el norte y se establecieron en Combarbalá y Cogotí. Esta migración parece haberse hecho libremente sin interferencia española.
A fines del siglo XVI los indígenas picunches iniciaron un lento proceso de asimilación al perder su identidad indígena. Esto sucedió por un proceso de mestizaje al abandonar gradualmente sus aldeas (pueblo de indios) para asentarse en haciendas españolas cercanas. Allí los picunches se mezclaron con dispares pueblos indígenas traídos de Perú, Tucumán, la Araucanía (mapuche), Chiloé (huilliches, cuncos, chonos, poyas) y cuyanos (huarpes). Pocos en número, desconectados de sus tierras ancestrales, viviendo junto a los españoles y diluidos por el mestizaje, los picunche y sus descendientes perdieron su identidad indígena.

## Guerra de Arauco y autonomía (1598-1641)

### Caída de las ciudades españolas

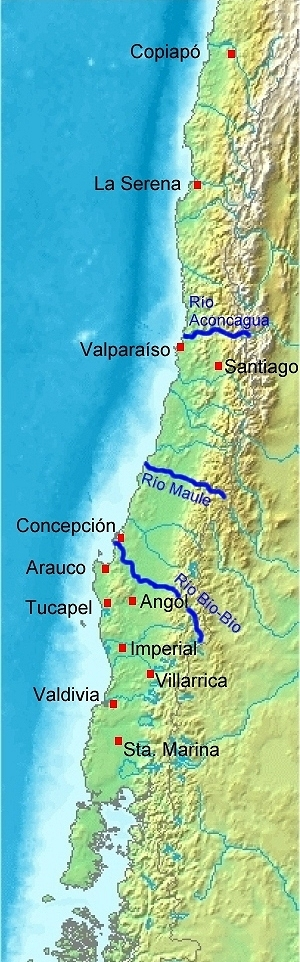
Asentamientos españoles antes de la destrucción de las siete ciudades

Un evento decisivo ocurrió en 1598. Ese año un grupo de guerreros de Purén regresaba al sur de una incursión contra los alrededores de Chillán. De regreso a casa emboscaron a Martín García Óñez de Loyola y su tropa que dormía sin vigilancia nocturna. No está claro si encontraron a los españoles por accidente o si los habían seguido. Los guerreros, dirigidos por Pelantaro, mataron tanto al gobernador como a todas sus tropas.
En los años posteriores a la batalla de Curalaba se desarrolló un levantamiento general entre mapuches y huilliches. Las ciudades españolas de Angol, La Imperial, Osorno, Santa Cruz de Oñez, Valdivia y Villarrica fueron destruidas o abandonadas. Solo Chillán y Concepción resistieron los asedios y ataques mapuche. Con la excepción del archipiélago de Chiloé, todo el territorio chileno al sur del río Bío Bío quedó libre del dominio español.
Sin embargo, Chiloé también sufrió ataques cuando en 1600 los huilliches locales se unieron al corsario holandés Baltazar de Cordes para atacar el asentamiento español de Castro. Si bien este fue un ataque esporádico, los españoles creyeron que los holandeses podrían intentar aliarse con los mapuches y establecer una fortaleza en el sur de Chile. Cuando los españoles confirmaron sus sospechas de los planes holandeses para establecerse en las ruinas de Valdivia, intentaron restablecer el dominio español allí antes de que los holandeses llegaran nuevamente. Los intentos españoles se frustraron en la década de 1630 cuando los mapuches no permitieron que los españoles pasaran por su territorio.

### Mujeres españolas capturadas
Con la caída de las ciudades españolas, miles de españoles fueron asesinados o hechos cautivos. El cronista contemporáneo Alonso González de Nájera escribe que los mapuches mataron a más de tres mil españoles y tomaron cautivas a más de 500 mujeres. Muchos niños y clérigos españoles también fueron capturados. Los mapuches generalmente evitaron a los artesanos hábiles, los españoles renegados y las mujeres. En el caso de las mujeres se trataba, en palabras de González de Nájera, de aprovecharse de ellas. Si bien algunas mujeres españolas fueron recuperadas en incursiones españolas, otras solo fueron liberadas en acuerdos posteriores al Parlamento de Quillín en 1641. Algunas mujeres españolas se acostumbraron a la vida mapuche y se quedaron voluntariamente. Las mujeres en cautiverio dieron a luz a una gran cantidad de mestizos que fueron rechazados por los españoles pero aceptados entre los mapuches. Los hijos de estas mujeres pueden haber tenido un impacto demográfico significativo en la sociedad mapuche, devastada durante mucho tiempo por la guerra y las epidemias. La captura de mujeres durante la destrucción de las siete ciudades inició una tradición de secuestros de mujeres españolas en el siglo XVII por parte de los mapuches.

### Adopción de cultivos, animales y tecnologías del Viejo Mundo
En general, los mapuches de la Araucanía parecen haber sido muy selectivos en la adopción de tecnologías y especies españolas. Esto significó que la forma de vida mapuche se mantuvo prácticamente igual después del contacto español. La escasa adopción de la tecnología española se ha caracterizado como un medio de resistencia cultural.
Los mapuches de la Araucanía adoptaron rápidamente el caballo y el cultivo del trigo de los españoles. En Chiloé el trigo pasó a cultivarse en menor cantidad en comparación con las papas nativas, dado el clima adverso. En cambio, en estas islas la introducción de cerdos y manzanos por parte de los españoles resultó un éxito. Los cerdos se beneficiaron de la abundancia de mariscos y algas expuestas por las grandes mareas.
Hasta la llegada de los españoles los mapuches habían tenido ganado chilihueque (llama). La introducción de ovejas provocó cierta competencia entre ambas especies domésticas. La evidencia anecdótica de mediados del siglo XVII muestra que ambas especies coexistieron pero que había muchas más ovejas que chilihueques. El declive de los chilihueques llegó a un punto a fines del siglo XVIII cuando solo los mapuches de Mariquina y Huequén junto a Angol criaban al animal.
La extracción de oro se convirtió en un tabú entre los mapuches en la época colonial, y la extracción de oro a menudo se prohibía bajo pena de muerte.

### Actividad y evangelización jesuita
Los primeros jesuitas llegaron a Chile en 1593 y se radicaron en Concepción para cristianizar a los mapuches de la Araucanía. El padre jesuita Luis de Valdivia creía que los mapuches podían convertirse voluntariamente al cristianismo solo si había paz. Dispuso la abolición de la servidumbre mapuche y el inicio de la llamada Guerra Defensiva con las autoridades españolas. Luis de Valdivia se llevó a las esposas del caudillo Anganamón porque la iglesia católica se oponía a la poligamia. Anganamón tomó represalias y mató a tres misioneros jesuitas el 14 de diciembre de 1612. Este incidente no detuvo los intentos de cristianización de los jesuitas y los jesuitas continuaron su actividad hasta su expulsión de Chile en 1767. La actividad se centró en las ciudades españolas de donde partían las excursiones misioneras. No se estableció ninguna misión permanente en tierras mapuche libres durante el siglo XVII o XVIII. Para convertir a los mapuches, los jesuitas estudiaron y aprendieron su idioma y sus costumbres. En contraste con su alto impacto político en las décadas de 1610 y 1620, los jesuitas tuvieron poco éxito en sus intentos de conversión.

### Esclavitud de mapuches
La esclavitud formal de los indígenas fue prohibida por la Corona española. El levantamiento mapuche de 1598-1604 que terminó con la destrucción de las siete ciudades hizo que los españoles en 1608 declararan legal la esclavitud para los mapuches atrapados en la guerra. Los mapuches rebeldes eran considerados cristianos apóstatas y, por lo tanto, podían ser esclavizados según las enseñanzas de la iglesia de la época. Este cambio legal formalizó la esclavitud mapuche que ya estaba ocurriendo en ese momento, y los mapuches capturados fueron tratados como propiedad en la forma en que fueron comprados y vendidos entre los españoles. La legalización hizo que las incursiones de captura de esclavos de parte de los españoles fueran cada vez más comunes en la Guerra de Arauco. Los esclavos mapuche fueron enviados al norte, hacia La Serena y Lima. La esclavitud para los mapuches "atrapados en la guerra" fue abolida en 1683 después de décadas de intentos legales por parte de la Corona española para suprimirla. En ese momento, el trabajo mestizo libre se había vuelto significativamente más barato que la propiedad de esclavos, lo que hizo que Mario Góngora concluyera en 1966 que los factores económicos estaban detrás de la abolición.

## La época de los parlamentos (1641-1810)
Los parlamentos mapuches se refieren a las reuniones realizadas por los españoles, y posteriormente el Gobierno de Chile, que tuvieron lugar entre los siglos XVII y XIX para poner fin a la interminable Guerra de Arauco.
Las autoridades españolas aprovecharon una institución mapuche llamada koyang, donde los principales loncos (caciques) se reunían. Debido a que los indígenas no formaban un estado organizado, los acuerdos raramente tuvieron aceptación universal ni necesariamente eran respetados por todos los levos (clanes).

Otra innovación de la guerra fue el curioso sistema de parlamentos establecidos por los gobernadores para acordar condiciones de paz con los caciques. El primero fue el celebrado por el Marqués de Baides en Quillín, el año 1641. Desde entonces, cada cierto tiempo se concertaron reuniones de ese tipo, en que se hacían largos discursos, se estipulaban las paces y luego, tras un intercambio de regalos, todos fraternizaban en festejos con abundante vino y aguardiente.
Sergio Villalobos, Historia de Chile.

En general en todos los parlamentos los acuerdos típicos versaban en: 
- Reconocimiento del territorio mapuche (comúnmente el río Biobío era la Frontera fijada).
- Que los mapuches conservarían su libertad, sin ser esclavizados o entregados a encomenderos.
- Que los españoles destruirían algunos fuertes dentro del territorio mapuche.
- Que los mapuches debían liberar cautivos españoles.
- Que dejarían entrar a sus tierras a los misioneros que fueran en son de paz a predicarles el cristianismo.
- Se prohibían los malones y las malocas.
- Que se comprometían a considerar como enemigos a los enemigos de España y que no se aliarían con extranjeros que llegaran a la costa.

## Período republicano (1810-1990)

### Papel en la Guerra de Independencia de Chile (1810-1821)
Durante las guerras de independencia en Hispanoamérica, hubo tribus mapuche del bando realista y del bando republicano.
El 24 de octubre de 1811, los jefes mapuche asistieron a una invitación a Concepción por parte de la Junta de Gobierno que acababa de asumir el poder, ocasión en que se informó del nuevo régimen político a los 400 guerreros mapuche invitados. A pesar de que los mapuches probablemente tenían un escaso conocimiento de los cambios políticos en el Imperio español, declararon su lealtad al nuevo régimen.
En la fase de la guerra a muerte (1819-1821) de la guerra de Independencia de Chile, hubo luchas internas considerables entre diferentes facciones mapuche, ya que apoyaban a realistas o patriotas. Se cree que el apoyo a los realistas o patriotas puede haber estado relacionado con beneficios inmediatos más que con un compromiso ideológico. A esta época se remonta la larga enemistad entre los lonkos Juan Lorenzo Colipí y Juan Mangin Hueno.

### Coexistencia en ambos lados del Biobío (1821-1861)
Las tierras mapuche al sur del río Bíobío comenzaron a ser compradas por no mapuches a fines del siglo XVIII, y para 1860 la tierra entre el Bíobío y el río Malleco estaba mayoritariamente bajo el control de chilenos. El auge del trigo chileno aumentó la presión para adquirir tierras en la Araucanía por parte de los chilenos y dio lugar a numerosas estafas y fraudes contra los mapuches. Un número limitado de especuladores obtuvo el control de vastas tierras a través del fraude y mantuvo el control de sus activos con la ayuda de pistoleros.
La invasión de colonos que habían avanzado con el tiempo desde el norte a través del río Bíobío hacia territorio mapuche y la aparición de colonos alemanes en el territorio mapuche más al sur llevó al cacique Mañil en 1859 a convocar un levantamiento para afirmar el control sobre el territorio. La mayoría de los mapuches respondieron al llamado, excepto las comunidades de Purén, Cholchol y los mapuches de la costa sur que tenían fuertes vínculos con Valdivia. Los pueblos de Angol, Negrete y Nacimiento fueron atacados. Una propuesta de paz hecha por los colonos fue aceptada en 1860 durante una reunión de varios caciques mapuche. En el acuerdo se establecía que las transferencias de tierras sólo podían hacerse con la aprobación de los caciques.

### Fin de la gobernanza autónoma mapuche (1861-1883)

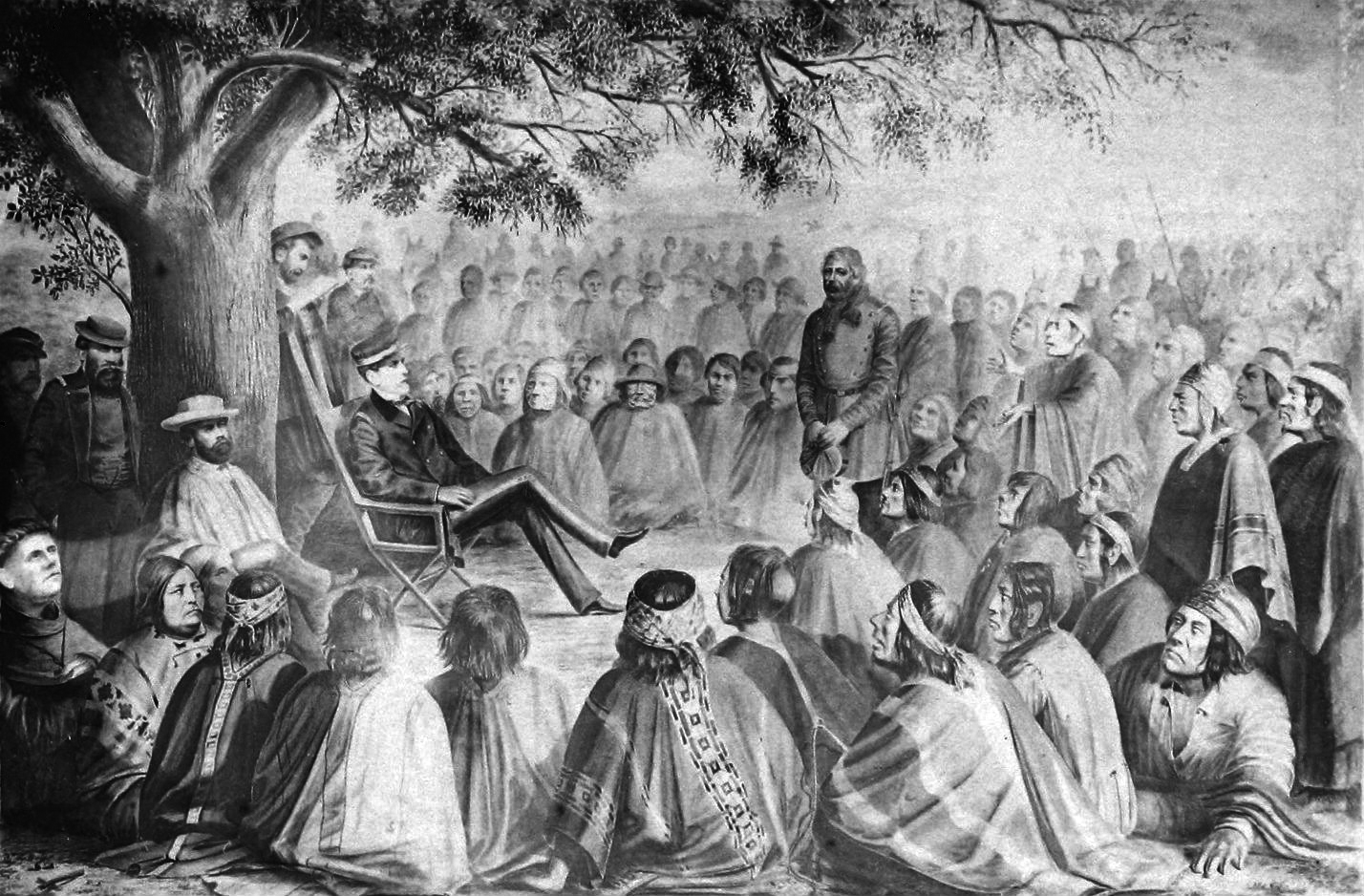
Cornelio Saavedra Rodríguez en reunión con los principales lonkos de la Araucanía en 1869

En el siglo XIX Chile experimentó una rápida expansión territorial en cuanto al territorio controlado por el Estado. Chile tomó poseción estableciendo una colonia en el estrecho de Magallanes en 1843, colonizó Valdivia, Osorno y Llanquihue con inmigrantes alemanes y conquistó tierras de Perú y Bolivia. Más tarde Chile, en 1888 la Isla de Pascua es incorporada con un acuerdo de voluntades mutuas. En este contexto, la Araucanía comienza a ser conquistada e incorporada por el estado chileno por dos motivos. Primero, el estado apuntó a la continuidad territorial y segundo, siguió siendo el único lugar para que la agricultura chilena se expandiera.
Entre 1861 y 1871, Chile incorporó varios territorios mapuche en la Araucanía. En enero de 1881, habiendo derrotado decisivamente a Perú en las batallas de Chorrillos y Miraflores, Chile reanudó la conquista de la Araucanía.
Las campañas del Ejército Argentino contra los mapuches del otro lado de los Andes empujaron en 1880 a muchos mapuches hacia la Araucanía. El cacique pehuenche Purrán fue hecho prisionero por el Ejército Argentino, el cual también penetró en el valle del río Lonquimay, que Chile consideraba parte de su territorio legal. El rápido avance argentino alarmó a las autoridades chilenas y contribuyó a los enfrentamientos chileno-mapuche de 1881.
El 1 de enero de 1883 Chile refundó la antigua ciudad de Villarrica, terminando así formalmente el proceso de ocupación de la Araucanía.
La incorporación de los indígenas al estado chileno trajo consigo la creación de escuelas, ciudades y su incorporación legal al quehacer nacional.

### Proceso de incorporación y migración campo-ciudad (1883-1990)
El historiador Ward Churchill ha afirmado que, como resultado de la ocupación, la población mapuche se redujo de un total de medio millón a 25 000 al cabo de una generación. La incorporación de la Araucanía provocó que numerosos mapuches fueran desplazados y forzados a deambular en busca de refugio y alimento. Algunos fuertes del ejército respondieron proporcionando raciones de alimentos. Hasta alrededor de 1900, el Estado chileno entregó casi 10 000 raciones de alimentos mensuales a mapuches desplazados. La pobreza mapuche fue un tema común en muchas memorias del ejército chileno desde la década de 1880 hasta alrededor de 1900. El académico Pablo Miramán afirma que la introducción de la educación estatal durante la ocupación de la Araucanía tuvo efectos perjudiciales en la educación tradicional mapuche.
En los años posteriores a la ocupación, la economía de la Araucanía pasó de estar basada en el pastoreo de ganado ovino y bovino a una basada en la agricultura y extracción de madera. La pérdida de tierras por parte de los mapuches después de la ocupación provocó una erosión severa, ya que continuaron practicando un importante pastoreo de ganado en áreas limitadas.
La migración campo-ciudad mapuche en el siglo XX puede dividirse en dos grandes etapas: la migración económica, que comenzó a intensificarse desde los años 20 y alcanzó un punto álgido en las décadas de 1950 y 1960, y la migración política, derivada del golpe de Estado de 1973. Inicialmente, las migraciones económicas respondieron a la necesidad de buscar empleo en las ciudades, como ocurrió en Santiago, donde desde los años 20 llegaron mapuches para trabajar en panaderías y formaron organizaciones como la "Sociedad Galvarino". Este flujo migratorio se acentuó con el crecimiento industrial y la falta de oportunidades en las zonas rurales. Para 1961, se estimaba que hasta el 25 % de la población mapuche vivía fuera de las comunidades tradicionales, aunque los datos eran incompletos y los censos no diferenciaban entre mapuches y no mapuches al considerarse a todos los ciudadanos sin distinción étnica.
A pesar de su impacto, las estadísticas sobre migración campo-ciudad mapuche han sido históricamente insuficientes y marcadas por políticas integracionistas que no los consideraron por su identidad indígena, sino como ciudadanos. Desde la división forzada de comunidades bajo leyes como el Decreto con Fuerza de Ley n.º 266 de 1931 hasta el récord de divisiones con el Decreto-Ley n.º 2568 de 1979, estas políticas contribuyeron al minifundismo y a la migración forzada hacia las ciudades. En el censo de 1952, se registraron apenas 875 mapuches en Santiago, una cifra claramente inferior a estimaciones independientes como la de Domingo Curaqueo, quien identificó 10 000 mapuches mayores de 21 años en la misma provincia.

## Historia reciente (1990-presente)
Muchos mapuche étnicos ahora viven en el sur de Chile y Argentina; algunos mantienen sus tradiciones y siguen viviendo de la agricultura, pero la mayoría ha emigrado a las ciudades en busca de mejores oportunidades económicas. Muchos se concentran alrededor de Santiago. La Región de La Araucanía tiene una población rural que en un 80% es mapuche; otras importantes poblaciones mapuches ocupan áreas de las regiones de Los Lagos, Bíobío y Maule.
En el censo chileno de 2002 se identificaron como mapuches 604.349 personas, y de estas las dos regiones con mayor número fueron La Araucanía con 203.221 y la Región Metropolitana de Santiago con 182.963. Cada población principal es mayor que la población mapuche total en Argentina en 2004-2005.
En los últimos años, el gobierno chileno ha aplicado políticas de carácter indigenista. En 1993 el Parlamento aprobó la Ley n.º 19 253 (denominada Ley Indígena) que reconoció oficialmente al pueblo mapuche y a otras siete minorías étnicas, así como la cultura y la lengua cultura mapudungun. El mapundungun, cuyo uso antes estaba prohibido, ahora se enseña como parte de los planes de estudio de educación intercultural y en escuelas de idiomas.
Representantes de organizaciones políticas e indigenistas mapuches se han sumado a la Organización de Naciones y Pueblos No Representados (UNPO), en busca del reconocimiento y protección de sus derechos culturales y territoriales.

### Conflicto político moderno

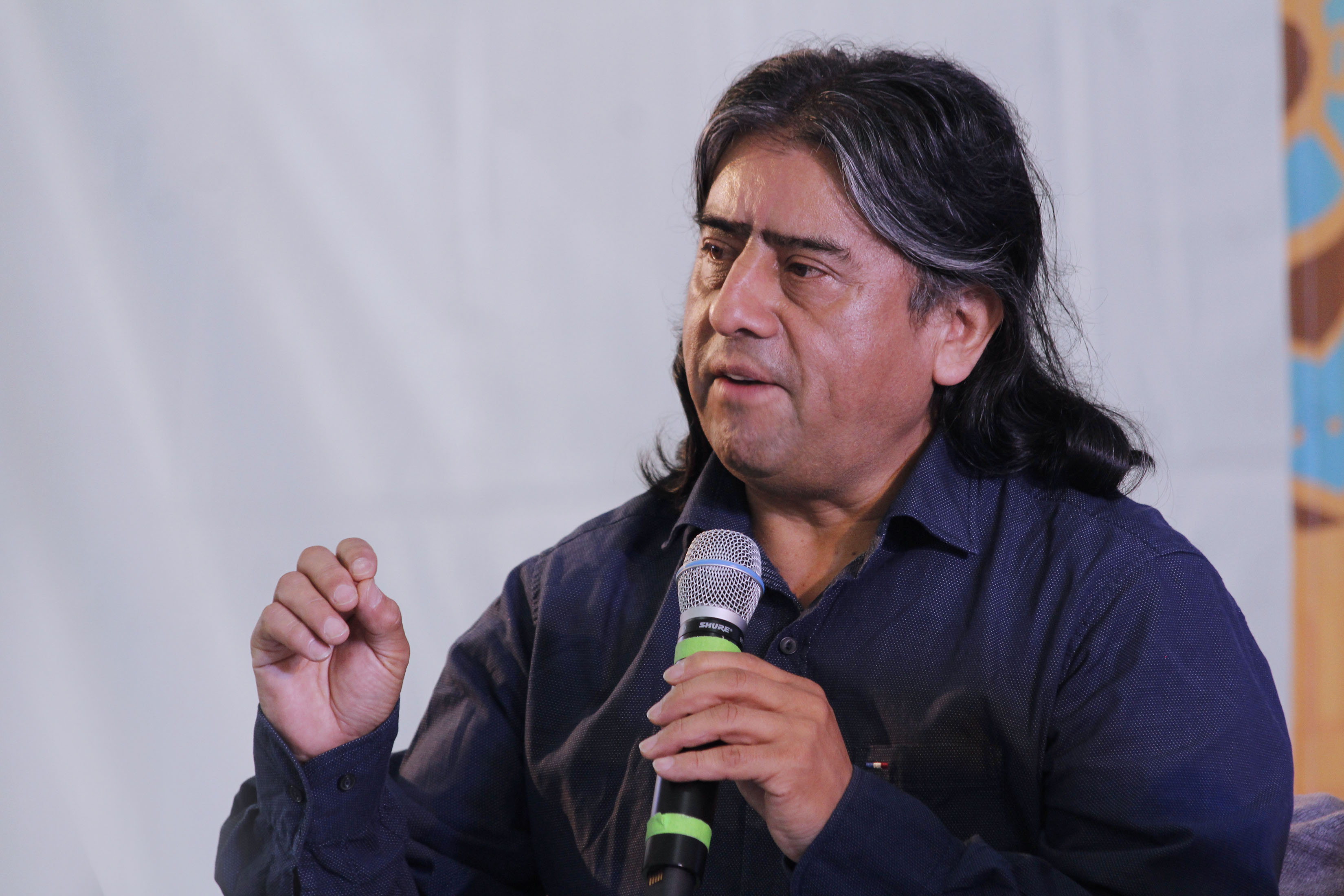
Aucán Huilcamán, reconocido activista político indigenista mapuche.

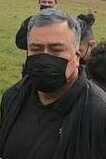
Héctor Llaitul, líder de la organización armada Coordinadora Arauco-Malleco.

La organización política indigenista, "Consejo de Todas las Tierras" fundada en 1990 se ha caracterizado por sus demandas radicales, en especial de las consignas ligadas a "la recuperación de los territorios ancestrales" y "la autonomía territorial política del pueblo mapuche", además de la elaboración de la bandera Wenufoye en 1992. y el uso del término Wallmapu en su nombre en mapudungun, Aukiñ Wallmapu Ngulam. La organización llevó a cabo varias tomas ilegales de tierras de privados.
El historiador chileno Cristóbal García Huidobro plantea que: "la terminología 'Wallmapu' no es una que sea relativamente antigua, sino que es más nueva. Surge, hasta donde se ha logrado entender, de un movimiento revisionista, a principios de la década de 1990 (...) hacen un reestudio y un revisionismo de la identidad, del lenguaje, así como también de los símbolos que representarían al pueblo mapuche (...) no es una cuestión histórica propiamente tal, no proviene de la cultura ancestral del pueblo mapuche que nunca percibió su territorio como un lugar particularmente definido". Wallmapu significa "Universo" en la cosmovisión mapuche de manera ancestral.
El grupo inició una siembra ideológica en el sur de Chile que dio los sustentos para fortalecer la noción de autodeterminación. Paralelamente al Consejo, a fines 1989 varios grupos iniciaron tomas de tierra en Lumaco y otras zonas. Como consecuencia en los años 90, las ideas autonomistas entran en las cárceles de la región.
Mientras en las urbes se consolidaba la transición a la democracia, en los campos subalternos indígenas del sur se venía configurando un proyecto político que sus mismos dirigentes denominaron "la reconstrucción del Wallmapu", y que fue ignorado por la clase política chilena.
La respuesta del gobierno de Eduardo Frei a la toma de terrenos, fue la aplicación reiterada de la Ley de Seguridad Interior del Estado, que terminó con 144 personas condenadas.
En 1997 se realiza el "Congreso Nacional del Pueblo Mapuche" con participación de las organizaciones territoriales emergentes. Dicho encuentro incorporó el concepto de "territorialidad indígena" hasta entonces ausente, exigiendo su reconocimiento y protección. Además propuso que las Áreas de Desarrollo Indígena constituyan en "espacios de autogestión, de participación indígena, y de protección del territorio frente a proyectos que perjudican el medio ambiente". El mismo Congreso propuso la autonomía como "eje de articulación del nuevo diálogo que impulsa el pueblo mapuche en su relación con el Estado y la sociedad chilena..."
El primer atentado, que marca el inicio del período de violencia en la Macrozona Sur de Chile, ocurrió en diciembre de 1997 con la quema de tres camiones. Desde entonces, la violencia se ha acrecentado progresivamente y se ha expandido a las regiones aledañas del Biobío y Los Lagos.
Las disputas por terrenos y los enfrentamientos violentos continúan en algunas áreas de la Macrozona Sur, particularmente en las secciones del norte de la región de la Araucanía entre Traiguén y Lumaco y sus alrededores. En un esfuerzo por calmar las tensiones, la Comisión para la Verdad Histórica y Nuevos Tratos emitió un informe en 2003 pidiendo cambios drásticos en el trato de Chile a sus pueblos indígenas, más del 80 por ciento de los cuales son mapuche. Las recomendaciones incluían el reconocimiento formal de los derechos políticos y "territoriales" de los pueblos indígenas, así como esfuerzos para promover sus identidades culturales.
Los delitos cometidos por activistas indigenistas mapuche han sido perseguidos bajo la legislación antiterrorista, originalmente introducidas por la dictadura militar de Augusto Pinochet para controlar a la disidencia y violencia política. La ley permite a los fiscales retener pruebas de la defensa durante un máximo de seis meses y ocultar la identidad de los testigos, que pueden declarar ante el tribunal detrás de las pantallas. Grupos políticos violentos, como la Coordinadora Arauco-Malleco, utilizan tácticas como la quema de estructuras y potreros y amenazas de muerte contra las personas y sus familias. Manifestantes de comunidades mapuche han utilizado estas tácticas contra propiedades tanto de empresas multinacionales forestales como de particulares. En 2010, activistas indigenistas iniciaron una serie de huelgas de hambre en un intento de lograr un cambio en la legislación antiterrorista.
Cerca de la una de la mañana del 4 de enero de 2013, en el quinto aniversario de la muerte de Matías Catrileo, un grupo de asaltantes (entre los cuales se encontraba el machi Celestino Córdova) ingresó a la granja Lumahue, en la comuna de Vilcún, y se enfrentó con los dueños, Werner Luchsinger y Vivianne Mackay (de 75 y 69 años respectivamente). Los asaltantes incendiaron la casa y la pareja murió calcinada. Posteriormente, el juicio de Celestino Córdova y su implicación en el atentado se volvieron tema de discusión nacional, y finalmente el machi fue condenado a 18 años de prisión, sin garantías, por el asesinato de la pareja.
En mayo de 2022 la Cámara de Diputados de Chile declaró a la Coordinadora Arauco-Malleco, Resistencia Mapuche Malleco, Resistencia Mapuche Lafkenche y Weichán Auka Mapu como "asociaciones ilícitas de carácter terrorista".